# Big Thing
Big Thing — пятый студийный альбом британской нью-вейв группы Duran Duran, выпущенный 18 октября 1988 года. Альбом занял 15-e место в UK Albums Chart и 24-е в Billboard 200. В поддержку пластинки группой был предпринят Big Thing tour, переросший затем в Electric Theatre tour.

## Об альбоме
К концу 1980-х музыкальный формат радио и телевидения существенно изменился и уже значительно отличался от типичного для группы нью-вейв звучания начала 80-х. Альбом Big Thing стал попыткой группы погнаться за модой, взявшись осваивать начавшее тогда развиваться танцевальное направление — хаус, которое во многом повлияло на клубную и популярную музыку 90-х.
Так, главные синглы альбома «I Don’t Wan’t Your Love» и «All She Wants Is» продемонстрировали публике кардинальную смену стиля с мелодичного нью-вейва на более танцевальный, характерный для рейв-культуры. Синглы пользовались относительной популярностью по обе стороны Атлантики (14-е место в Великобритании, 4-е в США и 9-е место в Великобритании, 22-е в США), но третий сингл «Do You Believe in Shame?», более характерный по стилю раннему творчеству Duran Duran, провалился в чартах (30-е в Великобритании и 72-е в США). Эта неудача лишила группу энтузиазма готовить к выходу следующий сингл — хаус-версию песни «Drug (It’s Just a State of Mind)».
Помимо танцевальных нововведений, при работе над Big Thing трио Роудс—Ле Бон—Тейлор продолжило добавлять стилевые направления, веяние которых можно было услышать на их предыдущем альбоме — Notorious (1986). Так, в композициях «Too late Marlene», «Palomino» и «Land», можно заметить влияние соула и лаунджа. Также, начиная с этой пластинки начало развиваться звучание гитарных соло-партий Уоррена Куккурулло, который уже сотрудничал с группой при записи предыдущего Notorious. Его вклад можно заметить в композициях «All She Wants Is» и в инструментальной «Lake Shore Driving».

## Список композиций
Слова и музыка всех песен — Duran Duran, если не указано иное.
| №  | Название                           | Длительность |
| -- | ---------------------------------- | ------------ |
| 1. | «Big Thing»                        | 3:40         |
| 2. | «I Don’t Want Your Love»           | 4:06         |
| 3. | «All She Wants Is»                 | 4:36         |
| 4. | «Too Late Marlene»                 | 5:07         |
| 5. | «Drug (It’s Just a State of Mind)» | 4:36         |

| №  | Название                                           | Длительность |
| -- | -------------------------------------------------- | ------------ |
| 1. | «Do You Believe in Shame?»                         | 4:22         |
| 2. | «Palomino»                                         | 5:19         |
| 3. | «Interlude One» (инструментальная композиция)      | 0:32         |
| 4. | «Land»                                             | 6:12         |
| 5. | «Flute Interlude» (инструментальная композиция)    | 0:32         |
| 6. | «The Edge of America»                              | 2:37         |
| 7. | «Lake Shore Driving» (инструментальная композиция) | 3:04         |

## Участники записи
Duran Duran:
- Саймон Ле Бон — тексты, вокал
- Ник Роудс — клавишные
- Джон Тейлор — бас-гитара

Сессионные музыканты:
- Уоррен Куккурулло — гитара
- Честер Камен[англ.] — гитара («I Don’t Wan’t Your Love»)
- Джонатан Элиас[англ.] — дополнительные клавишные
- Стерлинг Кемпбелл — ударные
- Стив Ферроне[англ.] — ударные («Big Thing», «I Don’t Wan’t Your Love», «Too Late Marlene», «Do You Believe in Shame?» и «Land»)
- Марк Чентеро — перкуссия («Big Thing», «I Don’t Wan’t Your Love», «Too Late Marlene», «Drug (It’s Just a State of Mind)», «Land», «The Edge of America» и «Lake Shore Driving»)
- Луис Чезар Эванде — перкуссия («Lake Shore Driving»)
- Кэролл Фредерикс — бэк-вокал («Big Thing», «I Don’t Wan’t Your Love», «Too Late Marlene» и «Land»)
- Джонис Джемисон — бэк-вокал («Big Thing», «I Don’t Wan’t Your Love» и «Drug (It’s Just a State of Mind)»)
- Бекки Белл — бэк-вокал («Land»)
- Ивонна Джонс — бэк-вокал («Land»)
- Патрик Бургон — саксофон («Big Thing», «I Don’t Wan’t Your Love» и «Drug (It’s Just a State of Mind)»)
- Стен Харрисон — саксофон («Big Thing», «I Don’t Wan’t Your Love» и «Drug (It’s Just a State of Mind)»)
- Дэвид Тофани — саксофон («Too Late Marlene»)
- Глен Фэррис — тромбон («Big Thing» и «Drug (It’s Just a State of Mind)»)
- Лев Солофф — труба («Big Thing»)